# Jastrzębiec blady
Jastrzębiec blady (Hieracium schmidtii Tausch) – gatunek rośliny z rodziny astrowatych. W Polsce jest rzadki; rośnie tylko w Sudetach.

## Morfologia

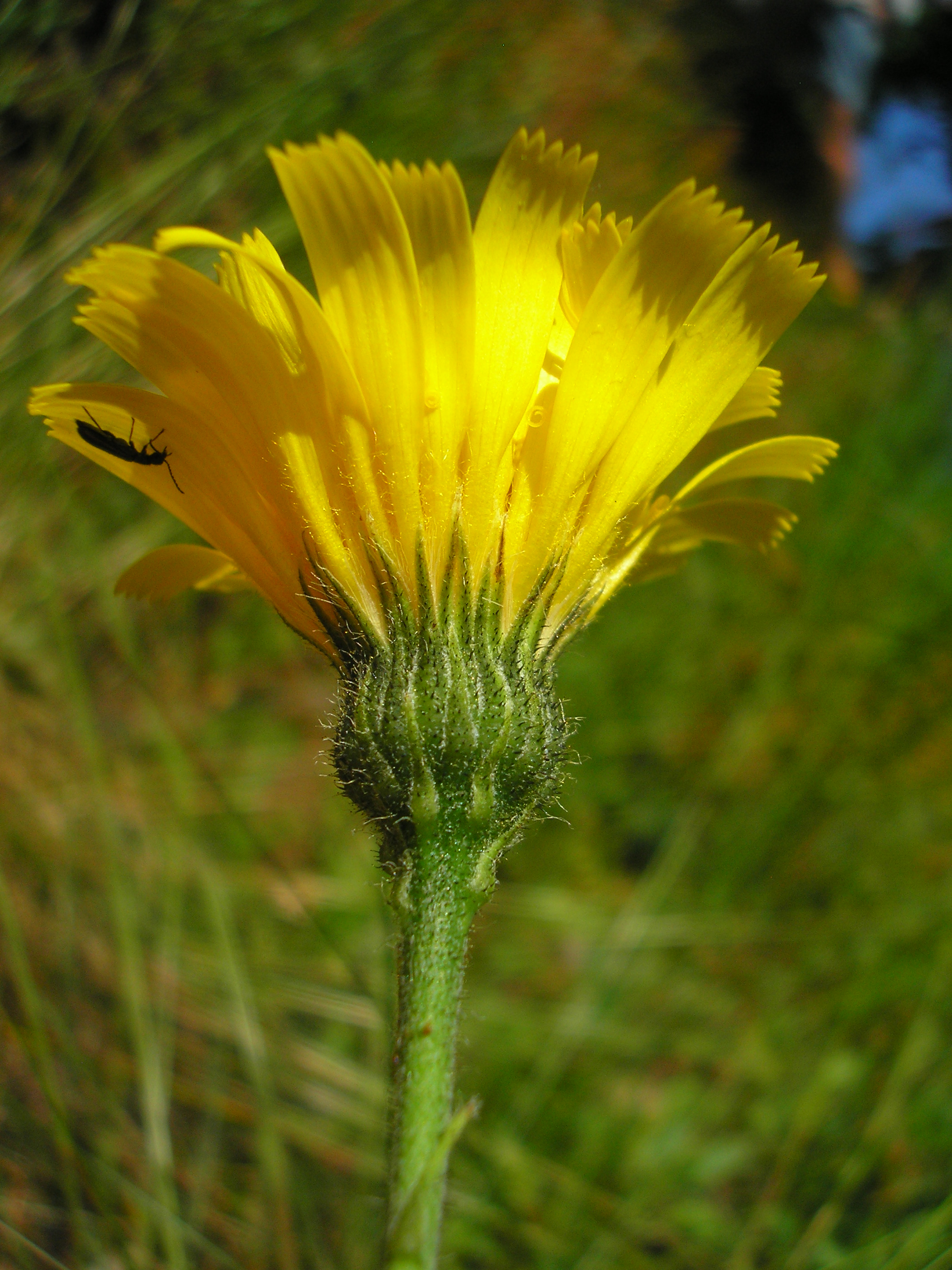
Kwiatostan

ŁodygaDo 40 cm wysokości, pokryta włoskami gwiazdkowatymi oraz gruczołowatymi.
LiścieSinozielone, tęgie, pokryte włoskami prostymi. Liście odziomkowe eliptyczne, jajowatolancetowate.
KwiatyZebrane w koszyczki. Okrywa koszyczka długości 9-14 mm. Łuski okrywy wąskie, zaostrzone, ustawione dachówkowato w wielu szeregach, pokryte włoskami prostymi oraz gruczołowatymi.
OwocNiełupka z dwurzędowym puchem kielichowym z włoskami o nierównej długości.

## Biologia i ekologia
Bylina, hemikryptofit. Rośnie na skalistych zboczach. Kwitnie od maja do sierpnia. Gatunek charakterystyczny zbiorowisk szczelinowych na podłożu niewapiennym z rzędu Androsacetalia vandellii.

## Zmienność
Gatunek zróżnicowany na osiem podgatunków:
- Hieracium schmidtii subsp. acrocrocydotum (Zahn) Greuter
- Hieracium schmidtii subsp. didymum Zahn
- Hieracium schmidtii subsp. graniticum (Sch.Bip.) Gottschl.
- Hieracium schmidtii subsp. schmidtii
- Hieracium schmidtii subsp. trichellum (Arv.-Touv.) O.Bolòs & Vigo
- Hieracium schmidtii subsp. vestitum (Gren. & Godr.) O.Bolòs & Vigo
- Hieracium schmidtii subsp. vranjanum (Zahn) Greuter
- Hieracium schmidtii subsp. vulcanicum (Griseb.) Gottschl.

## Ochrona
Roślina umieszczona na Czerwonej liście roślin i grzybów Polski (2006) w grupie gatunków narażonych na wyginięcie (kategoria zagrożenia: V).